# Massimo Pirri
Massimo Pirri (* 10. November 1945 in Campagnano di Roma; † 21. Juni 2001 in Rom) war ein italienischer Filmregisseur, Drehbuchautor und Dokumentarfilmer.

## Leben
Pirri war in kleinen Rollen als Schauspieler zu sehen, während er sein Ingenieursstudium absolvierte und arbeitete dann als Regieassistent bei Luciano Emmer und Folco Quilici. 1972 legte er seine Debütarbeit vor, den Dokumentarfilm Mattanza, dem mehrere andere Arbeiten dieses Formates folgten. Daneben war er bei der Werbung beschäftigt. 1975 erschien dann sein erster von nur fünf Spielfilmen, Càlamo, die Geschichte zweier Geschwister, deren Lebensentwürfe sehr unterschiedlich sind. In Italia: Ultimo atto? beschäftigte er sich 1977 als einer der ersten mit den Verflechtungen italienischer Terroristen und des Polizeiapparates, in seinem als bestes Werk bezeichneten und umstrittenen L'immoralità aus dem Folgejahr die ungewöhnliche Geschichte eines Serienkillers, in den sich ein Mädchen verliebt. Filmkritiker Morando Morandini – Onkel eines der Drehbuchautoren – schrieb, Pirri „habe den Film nicht inszeniert, er habe ihn verbrochen“. Eroina aus dem Jahr 1980 spielt in der Welt der Drogensucht, skizziert das traurige Ende einer rebellischen Generation und war mit Helmut Berger in der Hauptrolle besetzt. Pirris letzter Film entstand 1986 und ist ein Abenteuerfilm ohne Meriten. Sein letztes Projekt, der kurze Dokumentarfilm Il mestiere dello sceneggiature, ist dem Drehbuchautor Tonino Guerra gewidmet, unter dessen Mitwirken er auch entstand. In seinen letzten Jahren beschäftigte er sich mit Geschichten religiöser Thematik.

## Filmografie
- 1975: Càlamo
- 1977: Terror Street (Italia: Ultima atto?)
- 1978: L'immoralità
- 1980: Höllentrip ins Jenseits (Eroina)
- 1986: Das Geheimnis des verschollenen Grabmals (Meglio baciare un cobra)